# 乐府诗集

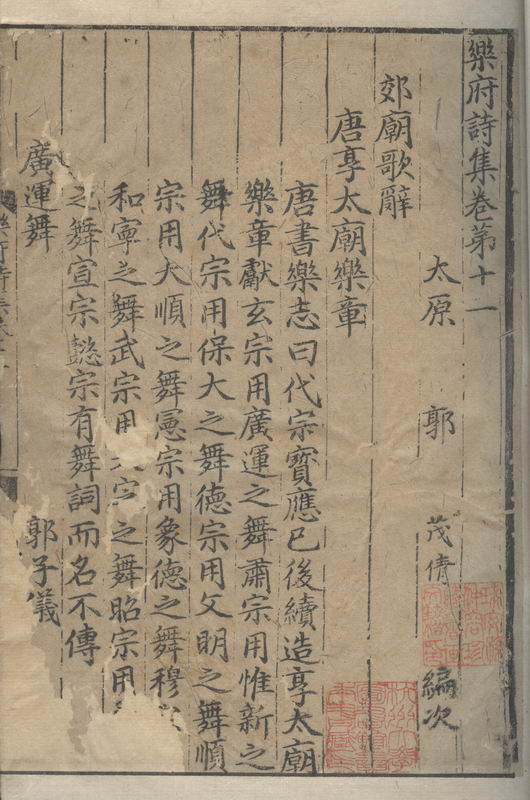
乐府诗集一百卷

《乐府诗集》是一部专门录辑汉代以迄唐、五代乐府诗的诗歌总集，也编入了部分汉以前流传的古歌辞，为宋代郭茂倩编纂。《樂府詩集》是一部较為完備的樂府詩總集，收集漢至唐五代時期的樂府民歌、文人作品和先秦歌謠，按其曲調分為十二類，成為早期研究樂府的重要文獻。《樂府詩集》曾被清初藏书大家徐乾学、季振宜等收藏，1918年被近代学者傅增湘所得。20世纪三四十年代，傅增湘将书重新装裱。

## 诗集简介
《乐府诗集》集录了先秦歌谣，汉朝至唐五代的乐府诗，全书共一百卷。把乐府诗分为郊庙歌辞（12卷）、燕射歌辞（3卷）、鼓吹曲辞（5卷）、横吹曲辞（5卷）、相和歌辞（18卷）、清商曲辞（8卷）、舞曲歌辞（5卷）、琴曲歌辞（4卷，5曲、9引、12操）、杂曲歌辞（18卷）、近代曲辞（4卷）、杂歌谣辞（7卷）以及新乐府辞（12卷）等12大类。

## 著名诗篇
《上邪》、《长歌行》、《艳歌行》、《敕勒歌》、《陌上桑》、《木兰诗》、《昭君怨》、项羽的《垓下歌》、《十五从军征》等等。

## 相关评介
《四库全书总目》称《乐府诗集》「是集總括歷代樂府，上起陶唐，下迄五代。其解題徵引浩博，援據精審」。

## 诗集版本
- 原始版本：《乐府诗集》以北宋末、南宋初的浙江刻本为初始版本，现藏于中国国家图书馆，今存79卷目录2卷，其它缺卷则用元刻本以及清抄本补配而成。[3]
- 人民文学出版社版本：《乐府诗集（1-4）》（傅增湘藏宋本）（ISBN 978-7-0200-7776-2）